# Варшаво-Венская железная дорога
Варшаво—Венская железная дорога (В. В. Ж. Д.) — российская железная дорога общего пользования.
Дорога проходила по территории Привислинского края Российской империи и соединяла Варшаву с австрийско-русской границей. Вторая (после Царскосельской) железная дорога в Российской империи и первая на территории тогдашней Польши.

## История
История дороги начинается с 1835 года, когда появились проекты будущей линии Варшава — Зомбковицы длиной 308 вёрст. Для строительства дороги в 1839 году крупные польские банкиры организовали акционерное общество «Железная дорога Варшаво—Венская» («Droga Żelazna Warszawsko-Wiedeńska»). Так как дорога должна была выходить к строящимся в то время Верхнесилезской железной дороге (Пруссия) и Северной железной дороге императора Фердинанда (Австрия), то ширина колеи была принята равной 4’ 8½" (1435 мм), как на этих железных дорогах. В 1842 году акционерное общество обанкротилось, поэтому финансирование дороги теперь велось уже из государственной казны, при этом руководил строительством инженер-генерал Э. И. Герстфельд, автором проекта и главным инженером строительства был русский инженер польского происхождения Станислав Высоцкий, рельсы изготавливались на заводе «Гута Банкова». Дорога строилась однопутной, но земляное полотно и каменные опоры мостов изначально создавались под два пути. Минимальный радиус кривых на железной дороге был 670 м.
Уже в 1840 году началось пробное движение поездов на участке Варшава — Скерневице. Изначально планировалось, что перевозки по дороге будут осуществляться с помощью лошадей, однако вскоре было решено сразу начать использовать современные паровозы. К ноябрю 1844 года дорога была проведена до Прушкува, а 28 ноября того же года на дороге в качестве гостя совершил поездку наместник Царства Польского И. Ф. Паскевич.
2 (14) июня 1845 года было открыто и 3 (15) июня началось регулярное движение поездов до Гродзиск-Мазовецкого (тогда же в Варшаве был построен Венский вокзал, разобранный в начале 1930-х годов в связи со строительством туннеля Варшавской городской железной дороги), 28 августа (9 сентября) была открыта новая станция Руда-Юковска, 19 сентября (1) октября дорога достроена до Скерневице, к 20 октября (1) ноября открыто движение поездов до Рогова и Ловича. 29 сентября (11) октября 1846 года открыто движение до Петрокова, а  19 ноября (1) декабря  дорога достигла Ченстоховы, 19 ноября (1) декабря 1847 года — Зомбковиц, а 1 (13) апреля 1848 года — пограничной станции Граница (в настоящее время Сосновец-Мачки). Соединение её с Краковско-Верхнесилезской железной дорогой (Австрия) как частью не достроенной к тому времени Северной железной дороги императора Фердинанда произошло 1 апреля 1848 года, в результате чего Варшава получила прямое сообщение с Краковом и Бреслау, а с 1 сентября того же года, когда вошёл в строй отрезок Одерберг — Аннаберг (совр. Богумин — Халупки), и сообщение с Веной, но до 1856 года только транзитом через прусскую территорию. В апреле — мае 1849 года Варшаво-Венская дорога была использована для переброски дивизии под командованием генерала Ф. С. Панютина для подавления венгерского восстания.
Поступив от частных лиц предложения к Правительству Царства Польского были заключены два предварительных договора от 10 августа и 23 сентября 1857 года об уступке эксплуатации Варшаво-Венской железной дороги частным обществом. Договоры были утверждены  Высочайщим указом 28 сентября (10) октября 1857 года. Общество обязалось построить ветви от Зомбковиц до Сосновиц и от Ловича к Бромбергу до Прусской границе под названием Варшавско-Венской и Варшавско-Бромбергской жд, 1 (13) октября 1857 года переуступочный договор вступил в силу.
14 (26) августа 1859 года открыто движение по линии Зомбковиц — Сосновиц, длиной 16,5 вёрст, а 22 ноября (4) декабря 1862 года — Лович — Александрув-Куявский, длиной 131 верста, что позволило соединить железные дороги России непосредственно с дорогами Пруссии. 20 мая (1) июня 1865 была открыта важная линия Колюшки — Лодзь (Лодзинская фабричная железная дорога), способствовавшая вывозу продукции бурно развивавшейся текстильной промышленности последнего на российский рынок.
С увеличением интенсивности движения на дороге в 1872 году приступили к укладке второго пути и 20 октября он был открыт от Варшавы до Скерневиц протяжением 69 вёрст. 3 (15) мая 1876 открыто движение от Скерневице до Колюшки, в 1879 году Порай — Мышков и в следующем году второй путь проложен на всём протяжении от Варшавы до Зомбковиц. В 1881 году закончена укладка второго пути от Зомбковиц до Сосновиц длиной 16 вёрст. Общая протяжённость двухпутной дороги составила 291,4 версты.
В 1873 году правлением Варшаво-Венской железной дороги для подготовки машинистов, механиков и мастеров в Варшаве были открыты мастерские, на базе которых впоследствии был образован железнодорожный техникум.
В 1875 году с постройкой железнодорожного моста через Вислу дорога была соединена с Петербурго-Варшавской, Привислинской и Варшавско-Тереспольской ж. д.
На основании Высочайше утверждённого, от 7 июня 1890 года, мнения Государственного Совета, бывшая Варшавско-Бромбергская железная дорога присоединена к Варшавско-Венской под названием „Александровского участка“, данный участок был сооружён Обществом Варшавско-Бромбергской железной дороги и находился в его пользовании по 1 января 1890 года.
Высочайше утверждённого 31 марта 1900 года дополнения к Уступочному Договору и Уставу,- разрешено Обществу  Варшавско-Венской железной дороги сооружение и эксплуатацию Калишского участка, нормальной российской 5 футовой ( 1520 мм) колеи, от г. Варшавы до г. Калиша и Прусской границе, с устройством в Варшаве соединения с обводной ветвью Привислинских железных дорог, в  этом же году Общество приступило к постройке Калишского участка. Работы от Варшавы до Калиша были окончены в октябре 1902 года и с 1 (14) ноября открыто временное движение. Правильное движение, как пассажирских, так и товарных поездов открыто 1 (14) апреля 1903 года, одновременно была открыта соединительная ветвь в г. Варшаве, от товарной станции Варшава-Калишская до обводной ветви. 15 (28) октября 1906 года был открыт участок железной дороги от Калиша через Щипиорно до Прусской границы (нормальной заграничной колеи (1435 мм)). Общая стоимость постройки Калишского участка составила приблизительно 19 млн 525 тыс руб, длиной 240 вёрст. 1 (14) октября 1912 года перешла в ведение Варшавско-Венской железной дороги ширококолейная ветвь, сплетённая с узкоколейной ветвью, между ст. Варшава и Обводной линией, от Привислинских железных дорог.
На 1909 год была двухколейной.
Высочайше утверждённым указом, от 19 декабря 1911 года, о выкупе Варшаво-Венской железной дороги, с 1 (14) января 1912 года дорога перешла в введение казны.
В составе российских железных дорог трасса формально функционировала до 1918 года, хотя реально уже в 1915 г. дорога оказалась на территории, оккупированной Германией. После окончания Первой мировой войны и объявления суверенитета Польши дорога вошла в состав Польских государственных железных дорог.
В отличие от ранее построенной Царскосельской железной дороги, рассматривавшейся как «увеселительной» и обслуживавшей в основном нужды царского двора и придворного хозяйства, Варшаво-Венская дорога с самого начала имела важное экономическое значение, поскольку использовалась для вывоза угля Домбровского угольного бассейна в Пруссию и продукции польской промышленности в Центральную Россию. По данным энциклопедии «Железнодорожный транспорт», дорога была наиболее прибыльной среди всех в Российской империи.